# U-668
U-668 – niemiecki okręt podwodny (U-Boot) typu VII C z okresu II wojny światowej. Okręt wszedł do służby w 1942 roku.

## Historia
Wcielony do 5. Flotylli U-Bootów celem szkolenia załogi, od kwietnia 1944 roku kolejno w 6. i 13. Flotylli jako jednostka bojowa.
Odbył sześć patroli bojowych, podczas których nie zatopił żadnej jednostki przeciwnika. 16 maja 1944 roku U-Boot był atakowany przez norweską łódź latającą na północny zachód od Ålesund, jednak udało mu się odeprzeć atak. Samolot uległ uszkodzeniu, a członek jego załogi został zabity, dwóch kolejnych odniosło rany.
Poddany 9 maja 1945 roku w Narwiku (Norwegia), przebazowany 19 maja 1945 roku do Loch Eriboll (Szkocja), a później do Lisahally (Irlandia Północna). Zatopiony 31 grudnia 1945 roku podczas operacji Deadlight ogniem artyleryjskim niszczyciela HMS „Onslaught”.